# Гідрогеологія Киргизстану
Гідрогеологія Киргизстану
На території Киргизстану розвинені пластові і тріщинні води. Перші характерні для артезіанських басейнів (найбільші — Чуйський, Іссик-Кульський, Таласький, Наринський, Алайський, Аксайський), складених мезозойськими і кайнозойськими відкладами, другі — для гідрогеол. масивів (площі гірських хребтів), утворених тріщинуватими породами протерозою і палеозою. Підземні води четвертинних відкладів представлені водоносними горизонтами річкових долин і конусів винесення. У річкових долинах води безнапірні; водовміст, як правило, високий (питомі дебіти свердловин до 10 л/с), води прісні. Води конусів винесення безнапірні в їх головних частинах, але напір поступово збільшується в напрямку до периферійної частини конусів; спостерігаються самовиливи; водовміст зменшується в тому ж напрямку (питомі дебіти свердловин зменшуються від 10 до 1-2 л/с); води, як правило, прісні, і лише в умовах повторного засолення до глибині бл. 20 м мінералізація ґрунтових вод досягає 20 г/л.
У неогенових, палеогенових і мезозойських відкладах підземні води утворюють водоносні комплекси; наявність прошарків глинистих порід зумовлює переважно напірний характер вод, іноді самовиливних, водовміст від 0,02-0,6 до 1 л/с; мінералізація вод 0,5-40 г/л.
Підземні води гідрогеол. масивів (площі гірських хребтів) представлені водами зони відкритої тріщинуватості в палеозойських і протерозойських породах; вони звичайно прісні (мінералізація до 0,7 г/л), водовміст 0,01-10 л/с (в закарстованих вапняках).